# 전채은
전채은(全蔡誾, 2005년 10월 15일~)은 대한민국의 배우이다.
2005년 10월 15일에 태어나 2020년 영화 《돌멩이》로 데뷔하였으며 2021년 TvN 드라마 《악마판사》에 출연하였다.

## 출연

### 방송

#### 드라마
| 연도 | 방송사 | 제목                 | 역할     | 비고     |
| ---- | ------ | -------------------- | -------- | -------- |
| 2021 | tvN    | 악마판사             | 강엘리야 |          |
| 2022 | SBS    | 오늘의 웹툰          | 마유나   | 특별출연 |
| 2022 | KBS2   | 당신이 소원을 말하면 | 유서진   |          |
| 2022 | tvN    | 작은 아씨들          | 박효린   |          |

### 영화
- 2020년 《돌멩이》 - 장은지 역

### 공연

#### 뮤지컬
- 2016년 《빨강 머리 앤》 - 앤 역